# HMS Prince of Wales (1939)
HMS Prince of  Wales je bila britanska bojna ladja iz druge svetovne vojne. Spadala je v razred bojnih ladij King George V. V ta razred so spadale še štiri ladje, in sicer: King George V (po kateri je razred ladij tudi dobil ime), Duke of York, Howe in Anson. Gradnja ladje se je začela 1. januarja 1937, 3. maja 1939 je bila splovljena, 19. januarja 1941 pa predana britanski kraljevi mornarici.
Kmalu po predaji britanski mornarici se je ladja v spremstvu bojne ladje HMS Hood odpravila na lov za nemško bojno ladjo Bismarck in težko križarko Prinz Eugen. Ker je bila ladja popolnoma nova se je med lovom srečevala s številnimi tehničnimi težavami zato je bila ladja polna civilnega osebja, ki je sproti odpravljalo težave. Med bitko v Danskem prelivu, v kateri je bila potopljena HMS Hood, je bila ladja večkrat zadeta zato se je morala umakniti iz boja. Nato se je udeležila zasledovanja Bismarcka skupaj s preostalimi bojnimi ladjami britanske mornarice. Ko ji je pričelo zmanjkovati goriva se je odpravila v Veliko Britanijo kjer je ostala šest tednov na popravilu. Avgusta 1941 je bila na ladji med Churchilom in Rooseveltom podpisana Atlantska listina.
Po podpisu listine je ladja nekaj časa spremljala konvoje v Sredozemskem morju nato pa so jo premestili na daljni vzhod točneje v Singapur, kjer naj bi skupaj s križarko HMS Repulse in rušilcema HMS Electra ter HMS Express tvorila bojno skupino Z. Skupina naj bi ob pomoči britanskega letalstva preprečila japonsko izkrcanje v Maleziji.
Na isti dan ko so Japonci napadli Pearl Harbor je skupina Z poizkušala prestreči japonsko izkrcevalno ladjevje namenjeno proti Maleziji. Skupina ni bila uspešna saj niso našli japonskega ladjevja. Na poti v Singapur je britanske ladjevje odkrila japonska podmornica I-65 in o odkritju poročala admiraliteti. Desetega decembra je britansko ladjevje, ki je bilo brez kritja iz zraka napadlo 86 japonskih bombnikov, v neenakovredni bitki so Britanci izgubili tako križarko Repulse kot tudi bojno ladjo Prince of Wales. To sta bili prvi ladji, ki ju je sredi morja potopilo izključno letalstvo. Ta dogodek je označil konec obdobja velikih bojnih ladij s topovi in začetek obdobja letalonosilk in letalstva na morju.
Danes se razbitina nahaja na globini 68m, njena lokacija je 3°33′36″N 104°28′42″E / 3.56000°N 104.47833°E. Od leta 2001 je ladja zaščitena s posebnim pomorskim zakonom. Leta 2002 je bil iz ladje dvignjen ladijski zvon, ki se sedaj nahaja v pomorskem muzeju v Liverpoolu.